# (523769) 2014 WS510
(523769) 2014 WS510 ist ein großes transneptunisches Objekt, das bahndynamisch als resonantes Kuipergürtel-Objekt (2:5–Resonanz) oder als Scattered Disk Object (SDO) eingestuft wird. Aufgrund seiner Größe gehört der Asteroid möglicherweise zu den Zwergplanetenkandidaten.

## Entdeckung
2014 WS510 wurde am 7. Dezember 2014 von einem Astronomenteam, bestehend aus B. Gibson, T. Goggia, N. Primak, A. Schultz und M. Willman, auf Bildern des 1,8-m-Pan-STARRS-Teleskops (PS1), die am 6. Mai 2010 gemacht wurden, am Haleakalā-Observatorium (Maui) entdeckt. Die Entdeckung wurde am 17. Juli 2016 bekanntgegeben, der Planetoid erhielt am 25. September von der IAU die Kleinplaneten-Nummer 523769.
Nach seiner Entdeckung ließ sich 2014 WS510 auf Fotos bis zum 8. Januar 2002, die im Rahmen des Near-Earth-Asteroid-Tracking-Programmes (NEAT) am Palomar-Observatorium gemacht wurden, zurückgehend identifizieren und so seinen Beobachtungszeitraum um 12 Jahre verlängern, um so seine Umlaufbahn genauer zu berechnen. Seither wurde der Planetoid durch verschiedene erdbasierte Teleskope beobachtet. Im Oktober 2018 lagen insgesamt 179 Beobachtungen über einen Zeitraum von 17 Jahren vor. Die bisher letzte Beobachtung wurde im März 2018 wiederum am Pan-STARRS-Teleskop (PS1) durchgeführt. (Stand 13. März 2019)

## Eigenschaften

### Umlaufbahn
2014 WS510 umkreist die Sonne in 407,24 Jahren auf einer elliptischen Umlaufbahn zwischen 34,56 AE und 75,32 AE Abstand zu deren Zentrum. Die Bahnexzentrizität beträgt 0,370, die Bahn ist 8,91° gegenüber der Ekliptik geneigt. Derzeit ist der Planetoid 41,02 AE von der Sonne entfernt. Das Perihel durchlief er das letzte Mal 1983, der nächste Periheldurchlauf dürfte also im Jahre 2390 erfolgen.
Marc Buie (DES) klassifiziert den Planetoiden als RKBO (2:5-Resonanz mit Neptun), während das Minor Planet Center ihn als SDO einordnet; letzteres führt ihn auch allgemein als «Distant Object».

### Größe
Derzeit wird von einem Durchmesser von 373 km ausgegangen, basierend auf einem Rückstrahlvermögen von 8 % und einer absoluten Helligkeit von 5,6 m. Ausgehend von diesem Durchmesser ergibt sich eine Gesamtoberfläche von etwa 437.000 km2. Die scheinbare Helligkeit von 2014 WZ509 beträgt 21,80 m.
Da es denkbar ist, dass sich 2014 WS510 aufgrund seiner Größe im hydrostatischen Gleichgewicht befindet und somit weitgehend rund sein könnte, erfüllt er möglicherweise die Kriterien für eine Einstufung als Zwergplanet. Mike Brown geht davon aus, dass es sich bei 2014 WS510 vielleicht um einen Zwergplaneten handelt.
| Jahr                                         | Abmessungen km | Quelle   |
| -------------------------------------------- | -------------- | -------- |
| 2018                                         | 336,0          | Johnston |
| 2018                                         | 373,0          | Brown    |
| Die präziseste Bestimmung ist fett markiert. |                |          |